# Верхний Манут
Верхний Манут — деревня в Тулунском районе Иркутской области России. Входит в состав Перфиловского муниципального образования.

## География
Деревня находится на расстоянии примерно 13 км к югу от города Тулун, административного центра района.

## Население
| 2002 | 2010 | 2011 | 2012 |
| ---- | ---- | ---- | ---- |
| 6    | ↘5   | →5   | ↘4   |

### Половой состав
По данным Всероссийской переписи населения 2010 года в деревне проживало 5 человек (3 мужчины и 2 женщины).